# Torneo Interbritannico 1979
Il Torneo Interbritannico 1979 fu l'ottantatreesima edizione del torneo di calcio conteso tra le Home Nations dell'arcipelago britannico. Per la prima volta nella storia di questo torneo, entrò in vigore la regola della differenza reti. La competizione fu vinta dall'Inghilterra. 

## Risultati
| Data           | Luogo   | Squadra 1        | Risultato | Squadra 2        |
| -------------- | ------- | ---------------- | --------- | ---------------- |
| 19 maggio 1979 | Cardiff | Galles           | 3 - 0     | Scozia           |
| 19 maggio 1979 | Belfast | Irlanda del Nord | 0 - 3     | Inghilterra      |
| 22 maggio 1979 | Glasgow | Scozia           | 1 - 0     | Irlanda del Nord |
| 23 maggio 1979 | Londra  | Inghilterra      | 0 - 0     | Galles           |
| 26 maggio 1979 | Belfast | Irlanda del Nord | 1 - 1     | Galles           |
| 26 maggio 1979 | Londra  | Inghilterra      | 3 - 1     | Scozia           |

## Classifica
| Pos | Squadra          | Pti | G | V | N | P | GF | GS |
| --- | ---------------- | --- | - | - | - | - | -- | -- |
| 1   | Inghilterra      | 5   | 3 | 2 | 0 | 0 | 5  | 1  |
| 2   | Galles           | 4   | 3 | 1 | 2 | 0 | 4  | 1  |
| 3   | Scozia           | 2   | 3 | 1 | 0 | 2 | 2  | 6  |
| 4   | Irlanda del Nord | 1   | 3 | 0 | 1 | 2 | 1  | 6  |

## Vincitore
| Campione 1979 Inghilterra |